# Peperomia loefgrenii
Peperomia loefgrenii är en pepparväxtart som beskrevs av Truman George Yuncker. Peperomia loefgrenii ingår i släktet peperomior, och familjen pepparväxter. Inga underarter finns listade i Catalogue of Life.